# Гаїчка сіроголова
Гаїчка сіроголова (Poecile cinctus) — вид горобцеподібних птахів родини синицевих (Paridae).

## Поширення
Вид поширений в субарктичному поясі в Скандинавії, на півночі Росії, на Алясці та у північно-західній Канаді. Населяє переважно хвойні ліси, а також заплавні та змішані ліси до північної межі лісової зони.

## Опис
Це синиця середнього розміру, кремезна, завдовжки 13,5-14 см і вагою 11-14,3 г. Верх голови сіро-бурий, спина трохи світліша, сіро-коричнева. Щоки білі. Дзьоб чорний.

## Спосіб життя

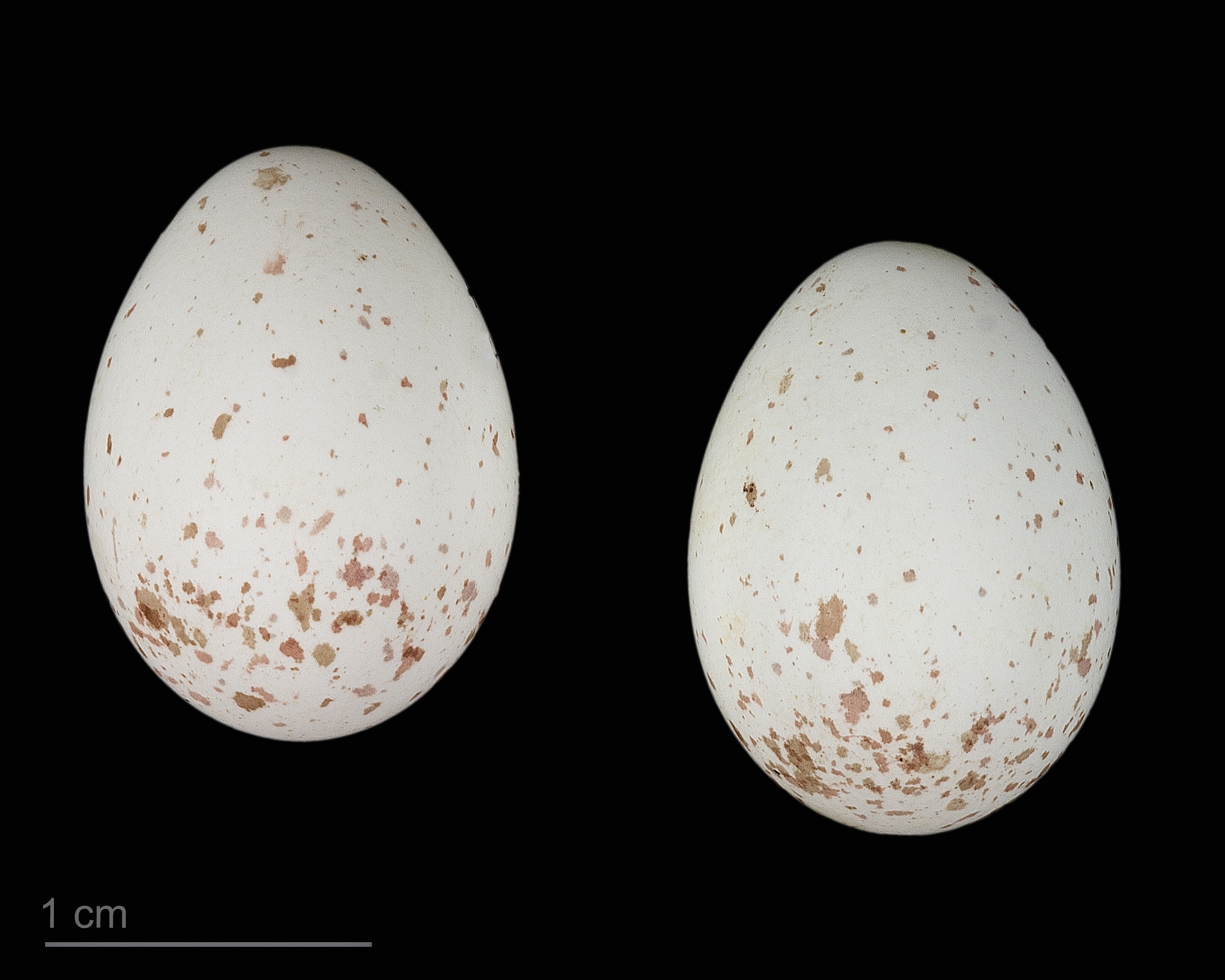
Яйця Poecile cinctus lapponicus в оологічній колекції, Тулузький музей

Гніздиться з середини травня до червня в дуплах, видовбаних у м'якій деревині. Вони сидять на яйцях близько 14 днів. Молоді птахи зазвичай залишають гнізда в першій половині червня. Влітку полює на комах і павуків, восени і взимку в основному вибирає насіння хвойних дерев.

## Підвиди
Виділяють чотири підвиди:
- P. c. lapponicus (Lundahl, 1848) — Скандинавія, північ європейської Росії;
- P. c. cinctus (Boddaert, 1783) — північний схід європейської Росії через Сибір до Камчатки та північ центральної Монголії;
- P. c. sayanus Sushkin, 1904 — південний Сибір і північно-західна Монголія;
- P. c. lathami (Stephens, 1817) — північна та західна Аляска та північний захід Канади.